# Rachid Aftouche
Rachid Afftouche (en arabe : رشيد افتوش) est un footballeur international algérien né le 2 novembre 1933 à Alger. Il évoluait au poste de défenseur. Il compte une seule sélection en équipe nationale en 1963.

## Biographie
Rachid Aftouche reçoit une seule sélection avec l'équipe d'Algérie, le 6 janvier 1963, contre la Bulgarie (victoire 2-1). Il remporte avec le club de l'USM Alger, un titre de champion d'Algérie.

## Palmarès
USM Alger
- Championnat d'Algérie (1) :
  - Champion : 1962-63.